# Curares amazónicos

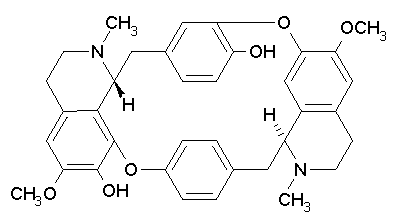
Alcaloide D-tubocurarina, componente principal del curare.

Desde los albores de la humanidad, cuando el hombre aprendió a caracterizar la toxicidad de las plantas y animales de su entorno, descubrió la potencial aplicación práctica que estos venenos naturales podían tener en su vida cotidiana. 
Tal y como atestiguan los hallazgos encontrados en numerosos yacimientos arqueológicos,  el ser humano utilizó este tipo de sustancias para emponzoñar flechas, dardos, lanzas y arpones que utilizaría para la caza o incluso con fines guerreros. De acuerdo con estos testimonios, no solo los pueblos considerados bárbaros como celtas, dálmatas, escitas o dacios hicieron uso de estas técnicas, también era una práctica habitual entre pueblos de las civilizaciones persa, griega y romana.
Los celtas emponzoñaban sus flechas con un brebaje a base de semillas de tejo las flechas que utilizaban frente a las legiones romanas del emperador romano Augusto. Los escitas mataban víboras dejándolas descomponerse dentro de una vasija que más tarde llenarían de sangre humana, sellándola y enterrándola en estiércol. El caldo, repleto de bacterias, se untaba en flechas que mermaban las filas enemigas, en gran parte por la acción del veneno que aún conservaba su potencial, los que sobrevivían, morían al poco tiempo por graves infecciones.
Los griegos, expertos en el uso de armas envenenadas, recogieron su empleo en su amplia literatura y mitología. Este hecho queda patente en la proximidad etimológica de toxon, que en griego clásico significaba arco, y toxicon que significa veneno.
Aunque Homero no lo expresa explícitamente, parece evidente que el legendario Ulises  unto sus flechas en veneno de serpiente, como se desprende de la descriptiva “sangre negra” que manaba de las heridas de sus víctimas.
En un plano más histórico la caída de la ciudad de Kirra, en el siglo VI a. C. se relaciona con el envenenamiento de las fuentes de agua que abastecían la población.
Los romanos, también usaron esta técnica para someter a los pueblos bárbaros a su control. Estos últimos actuando de modo reciproco, llegaron a utilizar escorpiones vivos, que lanzaban contra las legiones de roma.
Tras esto, el uso de venenos no se menciona apenas en el occidente cristiano hasta la conquista de América. Los primeros exploradores del nuevo mundo, eran blanco, en numerosas ocasiones, de las flechas y lanzas impregnadas de curare de los indígenas.
El término curare, que tradicionalmente se empleó para designar cualquier tipo de veneno para flechas utilizado en Sudamérica, se aplica hoy para referirse más estrictamente a las sustancias paralizantes que causan la muerte por asfixia. 
Pese a ser tóxicos potentes, estas sustancias solo actúan si alcanzan el torrente sanguíneo, de ahí su utilidad para la caza, ya que el consumo de la carne de estos animales no entrañaba efectos nocivos para los humanos.

## Contexto histórico del uso de curarizantes
La primera noticia sobre estas sustancias aparece en el libro De Orbe Novo de Pedro Mártir de Anglería (1516). 
Tres siglos más tarde en 1805, Alexander von Humboidt tuvo la oportunidad de presenciar su preparación en Esmeralda, a orillas del alto Orinoco. Poco después, en 1811, Benjamin Brodie observó que durante el envenenamiento por curare el corazón continuaba latiendo, incluso cuando cesaba la respiración, lo que significaba que la función cardíaca no se bloqueaba con estas sustancias.
Sin embargo, y pese a que a mediados del siglo XIX, Claude Bernard ya recogió la doble naturaleza del curare como veneno y agente terapéutico en su trabajo sobre la transmisión neuromuscular mediada por el neurotransmisor acetilcolina, hubo que esperar a 1943 para que esta sustancia comenzara a usarse a gran escala como relajante muscular en anestesia.
Esta demora, se explica en parte porque hasta 1935, el curare no se pudo obtener en su forma pura, también se debe en gran medida al secreto inviolable que envolvió durante mucho tiempo a sus ingredientes y método de preparación. 
Hoy se sabe que estos métodos consistían generalmente, en combinar hojas jóvenes de Strychnos y de menispermáceas, con fragmentos de otras hojas y a veces, con venenos de serpientes o de hormigas. Después de hervir durante 2 días, la mezcla se evaporaba hasta obtener una pasta oscura y amarga cuya toxicidad podía probarse contando el número de saltos que daba una rana después de inyectarle el veneno.

## Tipos de curare
Se pueden distinguir tres tipos de curare, clasificados en función del recipiente usado tradicionalmente para transportarlos:
1. De tubo: Era transportado en pequeños tubos de bambú, por algunas tribus de Brasil, Ecuador y Perú, el ingrediente principal era la planta Chondrodendon tomentosum.
2. De Calabaza: Transportado en pequeñas calabazas secas y ahuecadas.
3. De vasija: Algunas tribus del este de la Amazonia o Venezuela, almacenaban el veneno en vasijas, siendo su principal ingrediente el extracto de Strychnos guanensis.

Como se observa, las variedades de plantas varían de una localización geográfica a otra. En general, entre las variedades vegetales utilizadas se encuentran algunos géneros de menispermáceas -Abuta, Chondrodendron (en particular C.tomentosum), Curarea, Sciadotecnia y Telitoxicum- y en las loganiáceas del género Strychnos, plantas todas ellas que constituyen los componentes básicos de los curares amazónicos.
El principal alcaloide presente en el curare es la D-tubocurarina, siendo el principio activo responsable de su acción. 
En la clasificación estructural que se hizo en un inicio para los bloqueantes neuromusculares, se englobó en el grupo de los paquicurares, con estructura química más compleja que los leptocurares. La clasificación actual, atendiendo al mecanismo de acción lo sitúa dentro del grupo de los bloqueantes neuronales no despolarizantes.

## Mecanismo de acción
Las modernas técnicas electrofisiológicas han permitido discernir que ejerce diversas acciones sobre el receptor nicotínico de la placa motora.

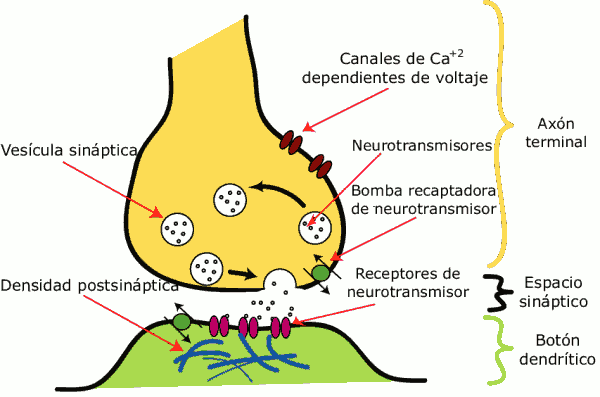
Sinapsis neuronal

A las concentraciones terapéuticas, reduce la frecuencia de apertura del canal iónico acoplado a este receptor sin afectar a otras propiedades como la conducción y el tiempo medio de apertura. Esto se refleja en un descenso de la amplitud del EPP que, si desciende por debajo del 70% de su valor inicial, es insuficiente para generar el potencial de acción muscular, lo que se traduce en una parálisis muscular.  
Este efecto es reversible, ya sea por el aumento de los niveles de acetilcolina que desplazaría a la tubocurarina del receptor o por la administración exógena de anticolesterasicos, los cuales aumentarían los niveles de Ach.
A dosis altas, el bloqueo neuromuscular no se revierte por la administración de anticolinesterasicos, sino que paradójicamente puede agravar la situación, al comportarse como un antagonista no competitivo y produciendo un bloqueo del canal iónico similar al que producen algunos fármacos gangliopléjicos.

## Efectos
Los efectos derivan de la parálisis muscular motora que produce. Cuando se administra una dosis adecuada por vía intravenosa, la instauración de los efectos es rápida y se observa una debilidad motora inicial que progresa a parálisis muscular en poco tiempo.
Los primeros músculos en paralizarse son los músculos oculares y los faciales. Después se afecta la musculatura de las extremidades, del cuello y del tronco. Finalmente se produce la parálisis de los músculos intercostales y el diafragma, lo que conduce a la apnea. La recuperación sigue un orden inverso.
Otra acción producida por fármacos de este tipo y particularmente por la tubocurarina a dosis terapéuticas, es el bloqueo ganglionar, que se manifiesta en taquicardia e hipotensión.
La mezcla de diferentes tóxicos en el curare contribuye a ampliar el abanico de efectos tóxicos, aumentando su letalidad y acelerando el tránsito hacia la parada cardiorrespiratoria, por el bloqueo irreversible de los receptores nicotínicos de la placa motriz, es entonces cuando el individuo muere por asfixia.
La tubocurarina puede estimular asimismo la liberación de histamina por los mastocitos, lo que contribuye a aumentar la hipotensión, la taquicardia y el broncoespasmo.

## Intoxicación por curare y antídoto
El curare solo es venenoso si se mezcla con la sangre, la inhalación o ingestión no presentaría efectos tóxicos. El bloqueo muscular producido por esta sustancia, dificulta discernir el estado de consciencia de la víctima. En intoxicaciones con curare, es fundamental mantener la función respiratoria activa, pudiendo emplearse métodos de respiración artificial con este fin.La recuperación de la respiración normal, cuando revierte el bloqueo neuromuscular, se establece en un margen de 30 minutos a 8h, dependiendo de la gravedad de la intoxicación.
Puede utilizarse anticolinesterasicos para acelerar la regresión. La neostigmina es el más utilizado como antídoto por su acción parasimpaticomimetica al presentar capacidad para inhibir la degradación de acetilcolina por la colinestera, permitiendo la libre transmisión de los impulsos nerviosos a través de la placa neuromuscular.
Se administra por vía intravenosa o parenteral a una dosis de 0,04 mg/kg o 1 mg/kg respectivamente, en niños y 0,5-1 mg/kg o 1-2 mg/kg respectivamente, en adultos. La dosis puede ser repetida en función de la gravedad de la intoxicación.
Otro fármaco indicado es la fisostigmina, por administración intravenosa, que además posee un marcado carácter antihistamínico. Los derivados de la aminopiridina han sido patentados como agentes químicos capaces de revertir los efectos del curare.
El corazón no se suele ver afectado por acción directa de la D-tubocurarina, aplicar masaje cardiaco si procede.

## Actualidad
Aún hoy en día, la Cuenca Amazónica es el epicentro de los venenos para dardos y flechas. Richard Evans Schultes, famoso botánico, describe 44 especies de plantas usadas como veneno para estas armas por los pobladores aborígenes del noroeste de la Amazonia. Estos venenos son utilizados solos o en combinación de muchos ingredientes. Las fórmulas venenosas son en ocasiones tan complejas que cada tribu o casi cada chamón cuenta con un veneno original.
La receta de estas formulaciones, es guardada con celo y pasada de generación en generación, desconociéndose en la práctica totalidad cuál de estos aditivos incrementa la toxicidad de las mezclas, cuales refuerzan la capacidad de adhesión a los dardos, los que propician la difusión del veneno por la circulación sistémica, los que se añaden para potenciar la sinergia tóxica o cuales simplemente se añaden por razones supersticiosas o mágicas.
En la actualidad el alcaloide extraído de la corteza de las menispermáceas sigue teniendo gran importancia comercial, ya que la tubocurarina sintética es inferior a la natural para su uso en medicina. Se han sintetizado nuevos fármacos a partir del alcaloide natural, que mejoran sus propiedades farmacológicas, algunos representantes son el dimetiltubocurarinio o metocurarina. Su uso como relajante muscular en anestesia hace tiempo que fue desplazado por otros compuestos con un perfil de acción más específico y más seguros.